# Primula kaufmanniana
Primula kaufmanniana är en viveväxtart som beskrevs av Eduard August von Regel. Primula kaufmanniana ingår i släktet vivor, och familjen viveväxter. Inga underarter finns listade i Catalogue of Life.